# Paul Janssen

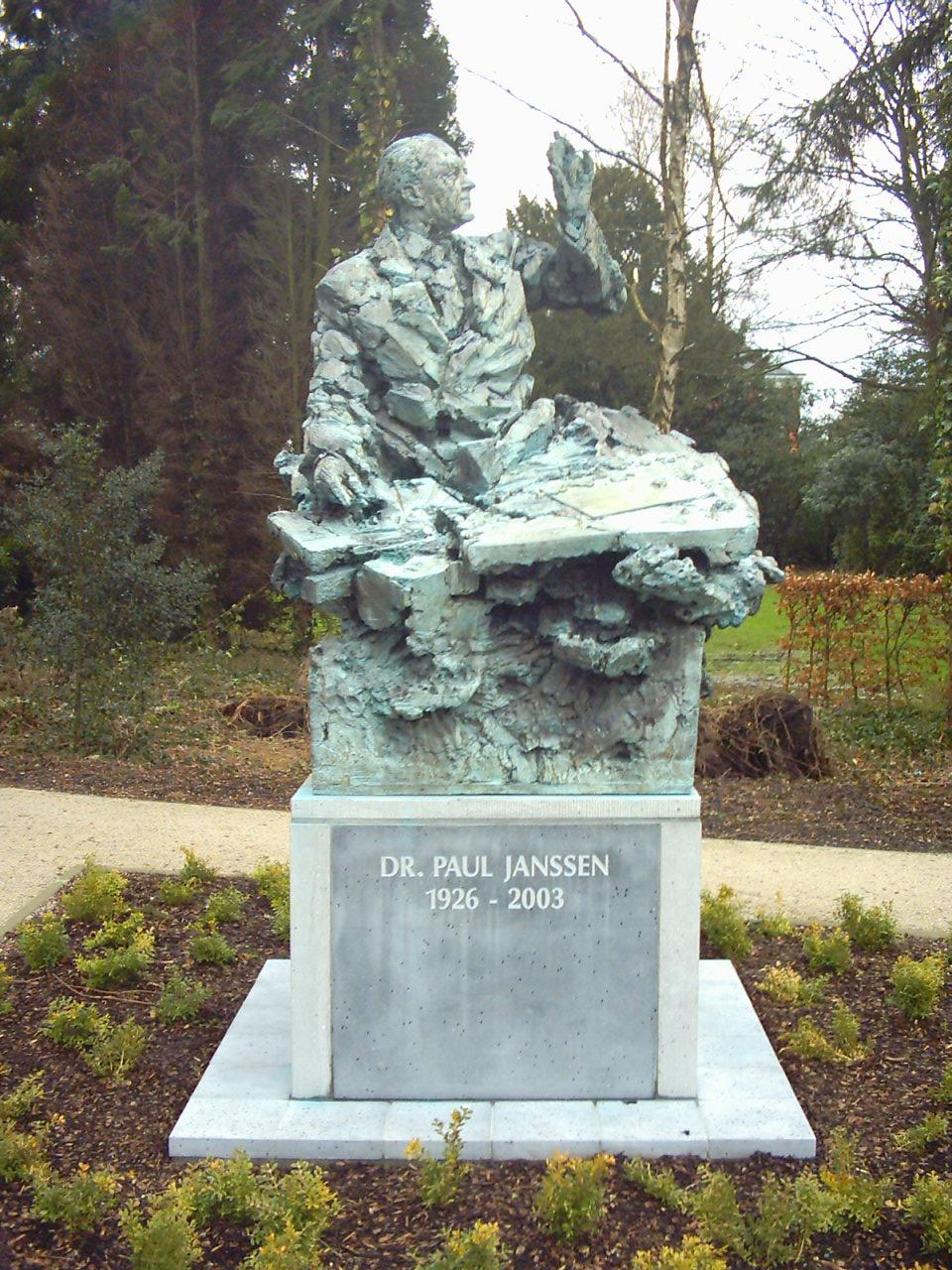
Standbild von Paul Janssen in Beerse

Paul Baron Janssen (* 12. September 1926 in Turnhout, Belgien; † 11. November 2003 in Rom) war ein belgischer Chemiker und der Gründer des belgischen Pharmaunternehmens Janssen Pharmaceutica. Janssen Pharmaceutica gehört seit 1961 zu Johnson & Johnson.

## Leben
Paul Janssen wurde als Sohn von Constant Janssen und Margriet Fleerackers geboren. Während des Zweiten Weltkrieges studierte Paul Janssen Chemie an der Facultés universitaires Notre-Dame de la Paix (FUNDP) in Namur, gefolgt von einem Medizinstudium in Gent. 1951 graduierte Janssen magna cum laude in Gent.
Während seines Militärdienstes arbeitete Janssen an der Universität zu Köln am Institut für Pharmakologie bei J. Schuller. Janssen gründete 1953 sein eigenes Labor mit einem Kredit seines Vaters über 50.000 Belgische Franken. Dieses Labor war die Keimzelle von Janssen Pharmaceutica.
1985 gründete Janssen Pharmaceutica als erster westlicher Hersteller eine Fabrik in China (Xi’an).

## Medikamente
Janssen Pharmaceutica entwickelte und entdeckte unter seiner Leitung mehr als 80 neue Medikamente, von denen fünf auf der Liste der unentbehrlichen Arzneimittel der WHO stehen. Eine Auswahl:
- Ambucetamid, 2-Dibutylamino-2-(4-methoxyphenyl)-acetamid war 1954 das erste von ihm entwickelte Medikament.
- Spasmolytikum, besonders wirksam bei Regelschmerzen.[2]
- Haloperidol entwickelt 1958 zur Behandlung von Schizophrenie
- Fentanyl-Wirkstoffe, entwickelt von ihm und seinem Team
- Diphenoxylat gegen Durchfall

## Ehrungen
Paul Janssen erhielt 22-mal die Ehrendoktorwürde. 1982 erhielt er einen Gairdner Foundation International Award, 1989 die Jacob-Henle-Medaille. 1990 wurde Janssen aufgrund seiner Verdienste um Belgien vom belgischen König Albert II. geadelt und zum Baron ernannt. 2005 wurde er zum „zweitgrößten Belgier aller Zeiten“ (hinter Pater Damien, vor Eddy Merckx) gewählt.
Nach ihm ist der Dr. Paul Janssen Award for Biomedical Research benannt.